# 歐陽永權
歐陽永權（1967年4月2日-），綽號鱷魚，是香港製造網絡電視（MIHK TV）創辦人。香港出生，13歲到加拿大讀中學，之後入讀英屬哥倫比亞大學，主修細胞生物學。大學畢業後，在溫哥華當地一間實驗室，從事測試污水標本的工作。由於不習慣實驗室的沉悶工作，所以做了兩個月便離職。

## 經歷
1993年，他返回香港投身廣告界，在廣告界工作十多年，曾為不少著名品牌（包括：Adidas、Nokia等）創作廣告，亦創作出多個繪炙人口的廣告，包括：CTI「殺價超人」、新鴻基地產「三隻白白豬」（Property Street）等，其中不乏得獎之作。
2005年，在廣告界工作13年後，轉投出口製造業，自立門戶開了一間中港貿易公司，做了4年中港商人。
2009年，他重投創作行列，夥拍舊戰友成立港興隆（Mall852.com）港式精品公司，專門設計及售賣以香港文化為主題的產品，充滿地道特色和港式幽默，例如：「長貧牌五餐肉」萬字夾、「百家樂庄閒贏」手機套、「懷舊信箱」斜孭袋、魚蝦蟹沙灘巾、克力架餅乾紙巾盒、沙屎紙巾盒、荔園立體拼圖等。旗下品牌包括：「香港仔852」及「陀地852」。
2013年，他投身網絡電視，創立「低俗頻道」，以通俗的廣東話暢談香港的地道話題，例如，《大丸有落》內容介紹香港的舊事，包括靈異故事、國術館、跌打館等。
2015年，他創立香港製造網絡電視（MIHK TV）網絡電視台，拼入「低俗頻道」。該台以收費網上節目為主，主打製作有香港本土特色的節目。總部位於觀塘工業大廈內，共推出八條頻道，包括香港美食、本地文化、藝術、電影、奇案、靈異故事故及傳統習俗等，每星期播出超過50個節目。歐陽永權參與主持的節目包括：《大丸有落》、《的士判官》、《藍皮書》等。

2018年7月，網上熱傳歐陽永權在港鐵中環站內驅趕非法行丐的內地乞丐片段，獲得不少網民的讚賞。他指有關行動已經持續了約兩年，約有20次行動，行動有時會和翁靜晶合作。
2020年夏天，歐陽永權到加拿大，家人因國安法的關係勸他繼續留在溫哥華。但他仍舊透過網絡製作節目及發表評論，讓海外知道香港實情，他並表示之後仍會返回香港。

## 外部連結
- 歐陽永權 Facebook專頁
- mall852.com 官方網頁
- 香港製造網絡電視|MIHK.TV 官方網頁 （页面存档备份，存于）
- 香港製造網絡電視MIHK.tv Facebook專頁 （页面存档备份，存于）